# ヘンリー・マンク (初代ラスダウン伯爵)
初代ラスダウン伯爵ヘンリー・スタンリー・マンク（英語: Henry Stanley Monck, 1st Earl of Rathdowne、1785年7月26日 – 1848年9月20日）は、アイルランド貴族。

## 生涯
初代マンク子爵チャールズ・スタンリー・マンクとアン・クィン（Anne Quin、1823年12月20日没、ヘンリー・クィンの娘）の息子として、1785年7月26日に生まれた。
1802年6月9日に父が死去すると、マンク子爵位を継承した。
1822年1月12日、アイルランド貴族であるラスダウン伯爵に叙された。
1848年9月20日に死去、ラスダウン伯爵位は廃絶、マンク子爵位は弟チャールズ・ジョセフ・ケリーが継承した。

## 家族
1806年7月28日、フランシス・トレンチ（Frances Trench、1787年10月 – 1843年11月22日、初代クランカーティ伯爵ウィリアム・トレンチの娘）と結婚、2男11女をもうけた。
- アン・フロリンダ（Anne Florinda、1807年9月18日[2] – 1876年10月29日[3]）
- フランシス・イザベラ（1809年7月20日[2] – 1871年6月9日） - 1834年8月25日、オーウェン・ブレイニー・コール（Owen Blayney Cole、1886年11月26日没）と結婚、子供あり[3]
- ハリエット（1811年1月7日 – 1812年2月[2]）
- チャールズ・スタンリー・スペンサー・パーシヴァル（1812年5月 – 1813年4月[2]）
- エリザベス・ルイーズ・メアリー（1814年3月1日 – 1892年6月16日） - 1844年7月22日、叔父の息子にあたる第4代マンク子爵チャールズ・マンクと結婚、子供あり[3]
- ウィリアム・パワー（1816年3月 – 1816年5月[2]）
- エミリー（1818年4月5日 – 1837年11月21日） - 1837年2月7日、ウィリアム・バーロウ・スミス（William Barlow Smythe）と結婚[2]
- ルイーザ・ドロシア（1820年3月3日[2] – 1870年5月16日[3]）
- ジョージアナ・エレン（Georgiana Ellen、1821年6月30日[2] – 1887年3月20日） - 1841年5月17日、エドワード・クロッカー（Edward Croker）と結婚、子供あり[3]
- キャロライン・レティシア（1823年4月20日[2] – 1890年3月1日[3]）
- ヘンリエッタ・マーガレット（1825年3月26日[2] – 1899年4月8日[3]）
- メアリー（1828年9月17日[2] – 1881年6月3日[3]）
- セリナ・ガートルード（1828年9月17日 – 1830年1月15日[2]）